# Yang Jinghui
Yang Jinghui (Guangzhou, China, 15 de mayo de 1983) es un clavadista o saltador de trampolín chino especializado en plataforma de 10 metros, donde consiguió ser campeón olímpico en 2004 en los saltos sincronizados.

## Carrera deportiva
En el Campeonato Mundial de Natación de 2005 celebrado en Montreal (Canadá) ganó la medalla de plata en los saltos sincronizados desde la plataforma de 10 metros, con una puntuación de 374 puntos, tras los rusos y por delante de los británicos, siendo su pareja de saltos Hu Jia; y en los Juegos Olímpicos de Atenas 2004 ganó la medalla de oro en la misma prueba de saltos sincronizados.